# Dead Awake
Dead Awake es una película de 2010 protagonizada por Nick Stahl, Rose McGowan, y Amy Smart. La película fue titulada anteriormente Dylan's Wake.

## Sinopsis
Dylan trata de desentrañar la respuesta a un misterio de larga década organizando su propio funeral y examinando quien viene. El problema es que Dylan quizás esté muerto.

## Elenco
- Nick Stahl como Dylan.
- Rose McGowan como Charlie.
- Amy Smart como Natalie.
- Ben Marten como Steve.
- Shane Simmons como David.